# Mézbogyó
A mézbogyó (Meliococcus bijugatus) a szappanfavirágúak rendjébe, a szappanfafélék családjába tartozó trópusi növényfaj.

## Elterjedés
A mézbogyó eredeti, természetes elterjedési területe Venezuela szinte teljes területe, Kolumbia középső és keleti részei (0–1000 méteres tengerszint feletti magasságban), valamint Guyana és Brazília kis része, de ezen kívül betelepítés révén mára elterjedt szinte teljes Közép-Amerikában és Dél-Amerika legnagyobb részén, Mexikótól a Karib-térség szigetein át Paraguayig, Chile északi részéig, sőt, a Galápagos-szigeteken is. Emellett termesztik Florida és Kalifornia bizonyos déli vidékein, Hawaiion és még az óvilág egyes trópusi térségeiben is. Elképzelhető, hogy a karibi szigetekre, ahol már több évszázada előfordul, még a spanyol hódítást megelőző időkben hozták be a helyi indiánok.
Eredeti elterjedési területén az évi csapadékmennyiség 900–2600 mm, a száraz hónapok száma 3–5. Az évi középhőmérséklet 25–27 °C, ami az év során szinte állandó. A mézbogyó a gyenge fagyokat is kibírja. A talajra nem különösebben igényes, megél agyagos, márgás, homokos és mészköves területeken is, de jobban nő a nedves talajú vidékeken, főleg ott, ahol a talaj pH-ja nem esik az 5,5–8,0-s tartományon kívül.

## Leírás
A mézbogyó fája viszonylag lassan, de nem rendkívül lassan nő, kedvező körülmények között legnagyobb magassága meghaladhatja a 30 métert, törzsátmérője az 1 métert. A nyílt területen álló fák életük első 40 évében évente akár fél méterrel is magasodhatnak és egy centiméterrel vastagodhatnak.
A mézbogyó egy- és kétlaki is lehet. Teremni 7–10 éves korától kezd. Kis, zöldesfehér, illatos virágai az ágak végén csoportokban helyezkednek el. Virágzási és termési ideje eltérő területeken eltérő: Puerto Ricóban például áprilistól júniusig virágzik és júniustól szeptemberig terem, de Trinidadon szeptembertől októberig érik. A gyümölcsök külső burka (exokarpiumja) zöld vagy zöldessárga, benne puha, zselés, ehető, lazacszínű gyümölcshús található, annak belsejében pedig egy, esetenként két nagy mag.
Kártevői közé tartozik a Cryptotermes brevis és a Nasutitermes costalis nevű termesz.

## Felhasználása
A tetszetős kinézetű mézbogyófát sokfelé ültetik városi terek árnyékolására, és termesztik kellemes ízű gyümölcse miatt is. Halványsárga vagy halvány gesztenyeszínű, kemény, de mégis könnyen gyalulható fáját a bútorgyártásban használják fel.
A savanykás–édes, zöld szőlőhöz hasonló ízű gyümölcsöket fürtökben szedik le és árusítják. Úgy szokták fogyasztani, hogy a külső, zöld burkot megharapják, majd a lágy belső részt kiszívják belőle. Kisgyermekek számára ez a módszer veszélyes lehet, mert a nagy magot is véletlenül leszippanthatják, ami akár fulladáshoz is vezethet. A gyümölcsből ugyancsak készítenek italokat, akár alkoholtartalmúakat is. A magot pörkölve fogyasztják, különösen az Orinoco folyó térségében élő indiánok, amikor nincs elég maniókájuk a cazabe kenyér készítéséhez. Nektárjából a méhek egyfajta sötét színű mézet állítanak elő. A Dominikai Köztársaságban a fa leveleiből lázcsillapító teát főznek, többhelyütt pedig úgy tartják, a levél elpusztítja a bolhákat és távol tart egyes rovarokat.
Egy kolumbiai mérés alapján a gyümölcs fogyasztható része 77% vizet tartalmaz, energiatartalma 100 grammonként 73 kcal. Ugyanez a mennyiség 1 gramm fehérjét, 0,2 gramm zsírt, 19 gramm szénhidrátot és 2 gramm rostot tartalmaz. Egy másik mérés megállapította, hogy 100 grammnyi gyümölcsvelőben 50 mg foszfor, 10 mg C-vitamin, 0,2 mg karotin, 0,8 mg B3-vitamin és 0,02 mg B1-vitamin található.

## Képek

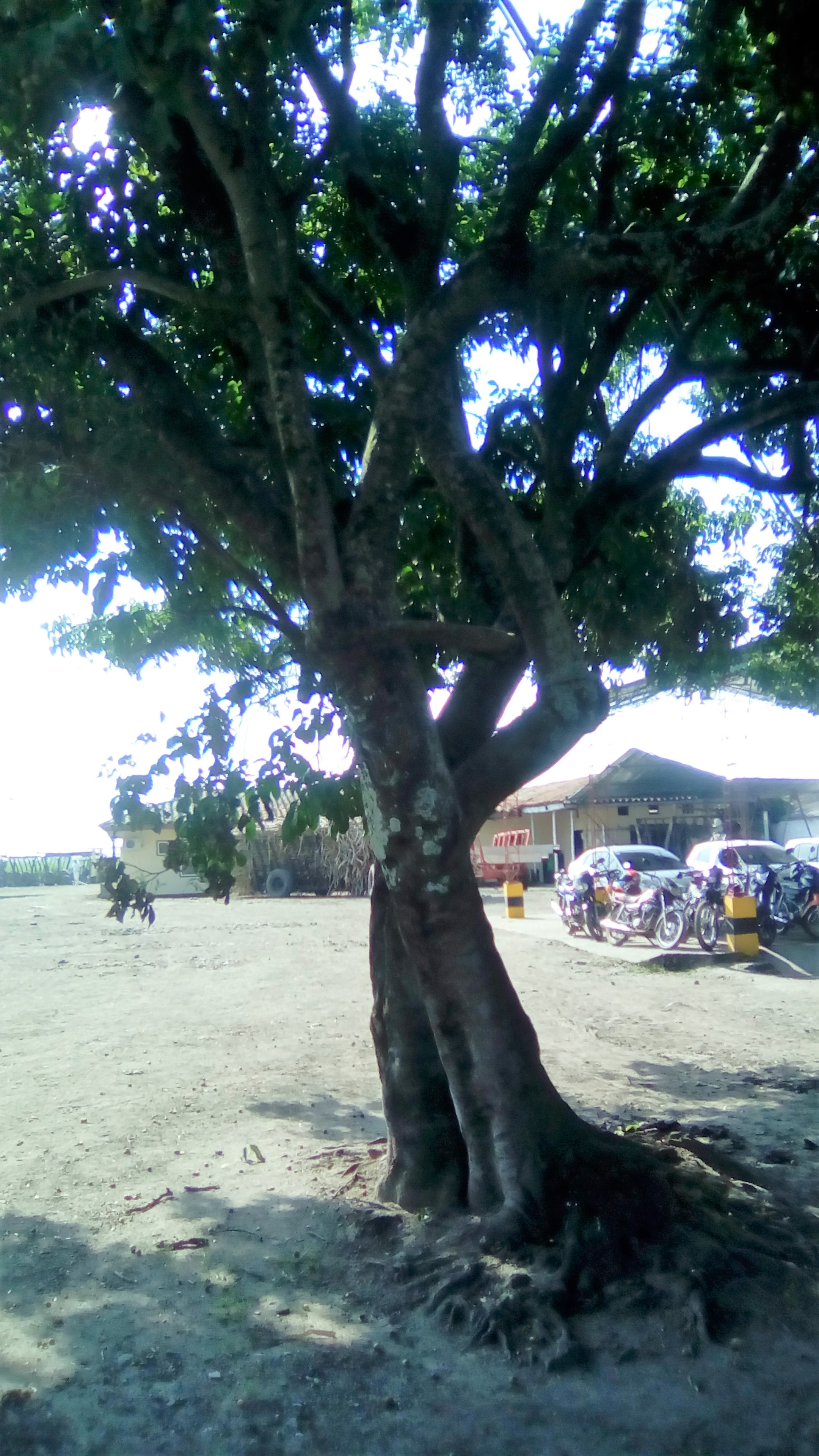
A növény
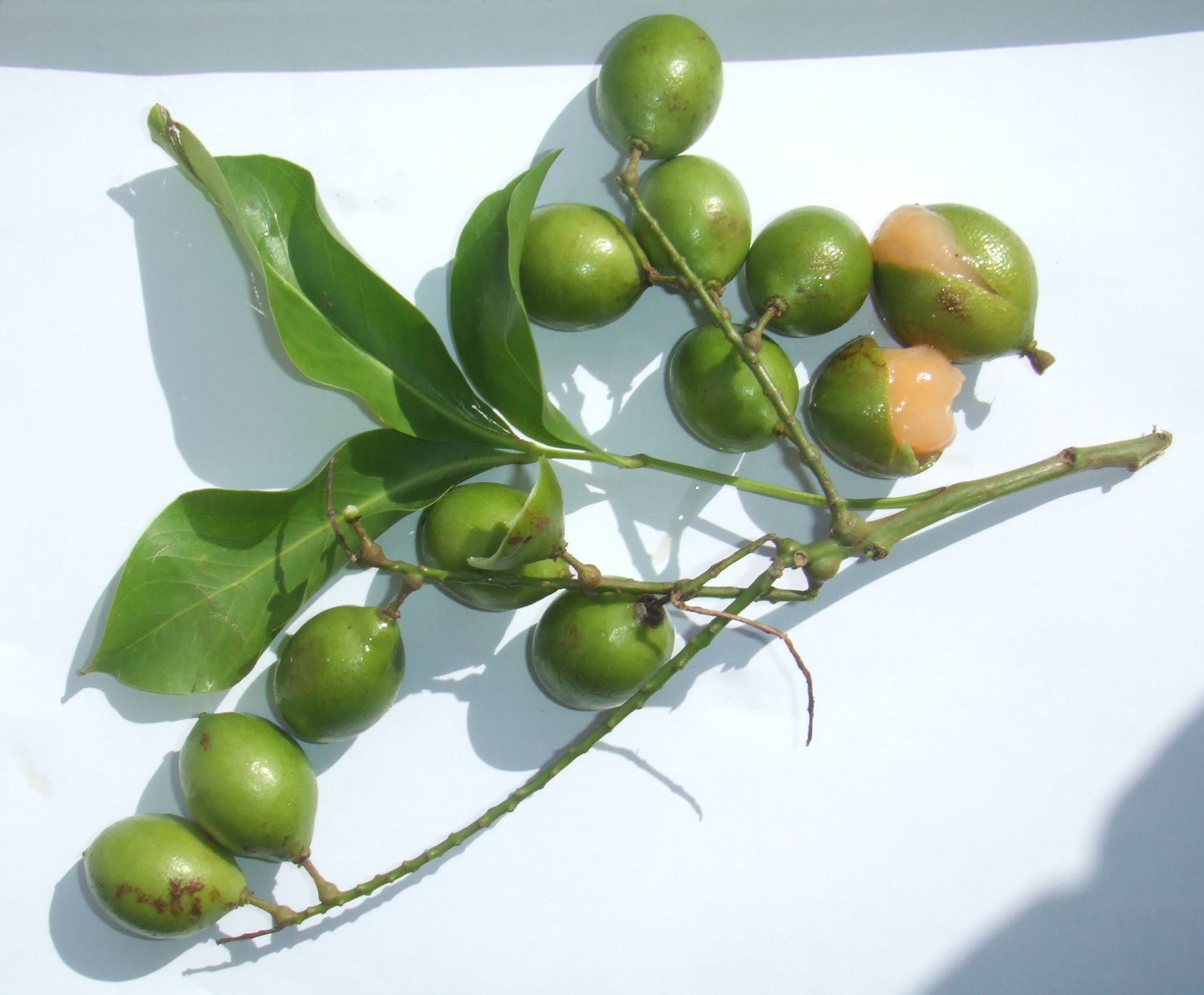
Termése
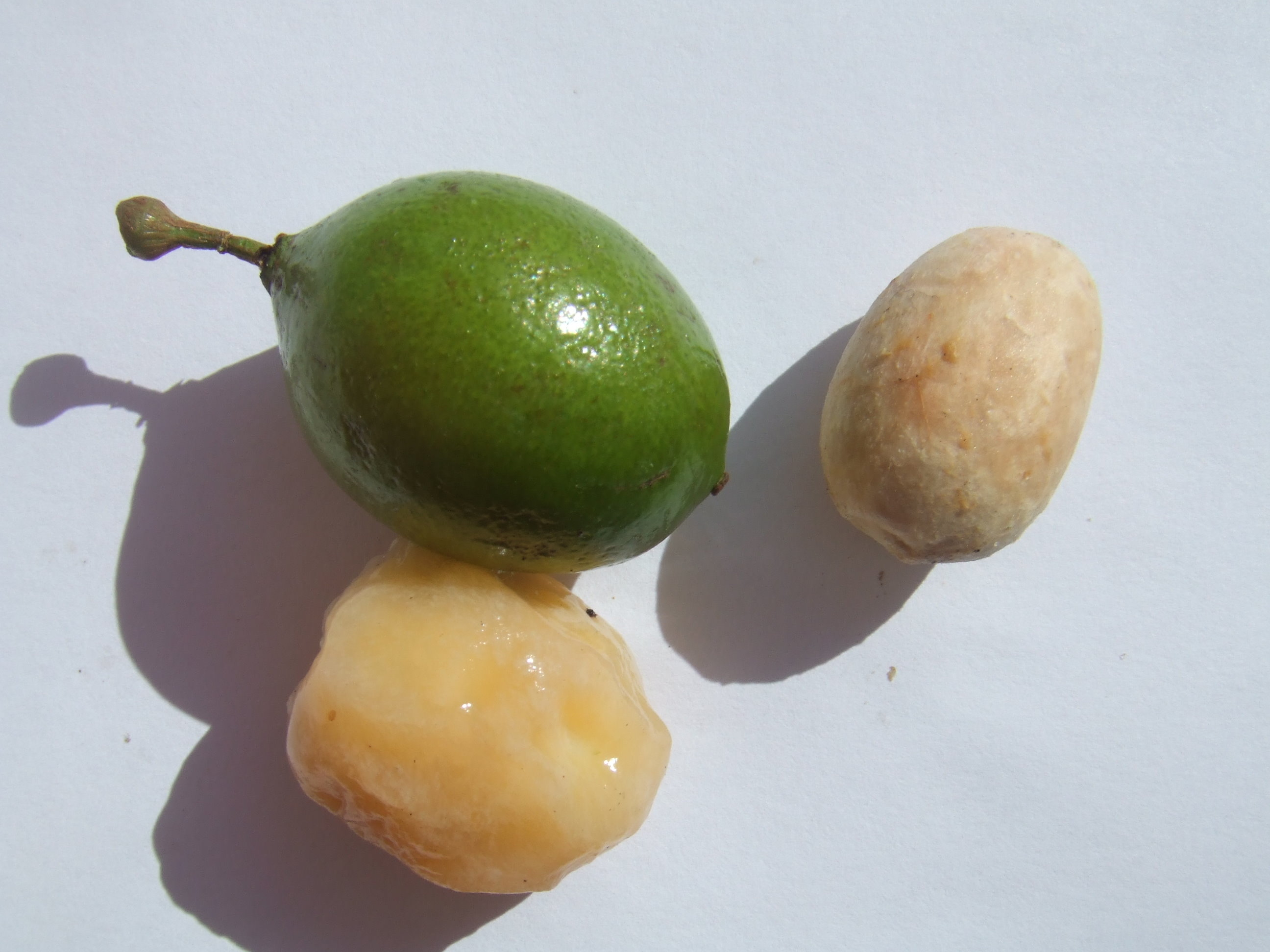
Termése
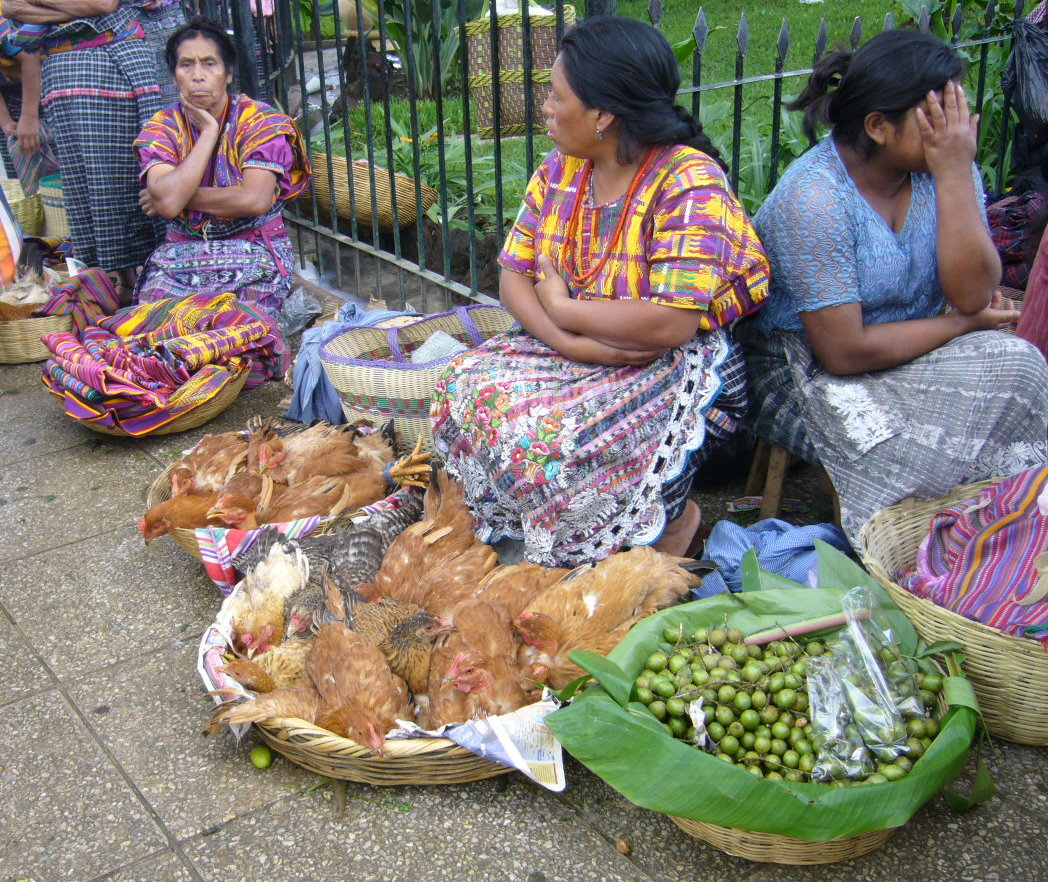
Mézbogyót is árusító asszonyok San Juan Sacatepéquezban (Guatemala)